# Clătești, Călărași
Clătești este un sat în comuna Mitreni din județul Călărași, Muntenia, România.
Ziarul Jurnalul Național o denumea în 2013 „cea mai izolată așezare umană din județul Călărași”, din cauza podului peste râul Argeș, extrem de sensibil la inundații și peste care trece drumul comunal 27, singura rută ce o leagă de reședința comunei. Se află pe malul drept al Argeșului, în dreptul fostei fabrici de conserve „Valea Roșie” de la Mitreni.
Satul Clătești a fost înființat de ciobanii sibieni, veniți din comuna Rășinari, județul Sibiu, veniți în transhumanță. Au găsit loc de popas bun aici, lângă Argeș, ca să aibă și apă-n care să-și clătească sidilele, de aici si denumirea satului, de clătire.
Satul nu numără mai mult de 550 de locuitori și 280 de case, iar populația satului este îmbătrânită. În anul 2015, până la începutul lunii august s-au născut 2 copii și au decedat 6 persoane. Ca să ajungi la Clătești, pe drumul care leagă Oltenița de București, înainte de vechea fabrică de conserve din Valea Roșie, se trece pe un drum pietruit, la stânga, dincolo de Argeș. Strada Argeșului este strada principală și traversează prin mijloc satul pe care exista o grădiniță construită pe terenul fostei școli, clădire construită în 1962. Școala primară a fost desființată din 2008 și în prezent copii de aici fac naveta și învață la una din școlile din localitățile din apropiere: Mitreni sau Valea Roșie.
Străzile sunt simple și au denumiri de plante sau de flori, iar ulița pe care se află amplasată biserica cu hramul Adormirea Maicii Domnului se numește strada Clopoțelului. Biserica, ridicată pe la 1832, e înconjurată de un cimitir.